# Markus Ahlf
Markus Ahlf (* 28. November 1977) ist ein ehemaliger deutscher Fußballspieler.

## Sportlicher Werdegang
Markus Ahlf stammt aus der Nachwuchsabteilung der TSV Reinbek, anschließend wechselte er zum FC St. Pauli. Für die Hamburger bestritt Ahlf bei der 0:2-Niederlage gegen den MSV Duisburg sein einziges Bundesligaspiel. Nach dem Abstieg St. Paulis in die 2. Bundesliga spielte der Abwehrspieler noch drei Spielzeiten am Millerntor, konnte sich aber nie als Stammspieler etablieren.
2001 wechselte Ahlf in die Regionalliga Nord zum Chemnitzer FC, bei dem er bis 2006 unter Vertrag stand. Bei den Himmelblauen agierte Ahlf als Führungsspieler, wurde jedoch immer wieder durch schwere Verletzungen zurückgeworfen.
2005 gehörte Ahlf gemeinsam mit seinem Teamkollegen Steffen Karl im Zusammenhang mit dem Fußball-Wettskandal 2005 zu den Spielern, die verdächtigt wurden, Gelder angenommen zu haben. Während Steffen Karl zu neun Monaten Haft auf Bewährung verurteilt wurde, entlastete dieser durch seine Aussagen Ahlf.